# Liparis merrillii
Liparis merrillii är en orkidéart som först beskrevs av Oakes Ames, och fick sitt nu gällande namn av Rudolf Schlechter. Liparis merrillii ingår i släktet gulyxnen, och familjen orkidéer.
Artens utbredningsområde är Filippinerna. Inga underarter finns listade i Catalogue of Life.